# Kuplett
Kuplett (av franskans 'couplet') är en typ av humoristisk eller satirisk sång, som ingår i revyer och spex, och har ofta dagsaktuella anspelningar.

## Namnet
Franskans couplet är en diminutivform av ordet couple 'par', som kommer från latinets copula, 'band', egentligen ett genom rim förenat verspar.

## Historia
Kupletten förekom först i vaudeviller och operetter, och fick dagsaktuella inslag när revyn senare föddes vid mitten av 1800-talet.

## Sverige
I Sverige var Karl Gerhard en framgångsrik kuplettmakare, som även framförde många av dem själv. En modern kuplettmakare är t.ex. Henrik Dorsin, som författat många humoristiska och satiriska sångnummer.

### Kupletter
- Den ökända hästen från Troja (sång)
- Ada
- Jazzgossen
- Mamsell